# Clear Spring
Clear Spring és una població dels Estats Units a l'estat de Maryland. Segons el cens del 2000 tenia 455 habitants.

## Demografia
Segons el cens del 2000, Clear Spring tenia 455 habitants, 195 habitatges, i 124 famílies. La densitat de població era de 1.597,1 habitants per km².
Dels 195 habitatges en un 32,3% hi vivien nens de menys de 18 anys, en un 44,6% hi vivien parelles casades, en un 14,4% dones solteres, i en un 36,4% no eren unitats familiars. En el 28,2% dels habitatges hi vivien persones soles el 12,8% de les quals corresponia a persones de 65 anys o més que vivien soles. El nombre mitjà de persones vivint en cada habitatge era de 2,33 i el nombre mitjà de persones que vivien en cada família era de 2,85.
Per edats la població es repartia de la següent manera: un 25,7% tenia menys de 18 anys, un 9% entre 18 i 24, un 32,3% entre 25 i 44, un 18,7% de 45 a 60 i un 14,3% 65 anys o més.
L'edat mediana era de 33 anys. Per cada 100 dones de 18 o més anys hi havia 91 homes.
La renda mediana per habitatge era de 38.056 $ i la renda mediana per família de 38.750 $. Els homes tenien una renda mediana de 32.411 $ mentre que les dones 24.688 $. La renda per capita de la població era de 17.774 $. Entorn del 9,1% de les famílies i el 12,6% de la població estaven per davall del llindar de pobresa.

## Poblacions més properes
El següent diagrama mostra les poblacions més properes.